# Spiridon Mattar
Dom Spìridon Mattar (1 de março de 1921 —  26 de julho de 2014) foi um bispo libanês e eparca-emérito de Eparquia de Nossa Senhora do Paraíso em São Paulo dos Greco-Melquitas.

## Biografia
Filho de libaneses, Dom Spiridon estudou Filosofia e Teologia no Seminário Santa Ana, em Jerusalém, e Direito Canônico, na Universidade São José, em Beirute, Líbano. Foi ordenado padre em 20 de julho de 1946. Foi secretário no bispado de Beirute, no Líbano; pároco de Nossa Senhora da Providência; superior do Colégio e da Escola São Basílio; vigário-geral em Beirute, e presidente do Tribunal Eclesiástico-Patriarcal da Paróquia São João Crisóstomo.
Foi nomeado bispo (eparca) da Eparquia de São Paulo, Brasil, em 22 de junho 1978. Recebeu a consagração episcopal em Harissa, Líbano, em 20 de julho do mesmo ano, através do Patriarca Greco-Melquita de Antioquia Máximo V Hakim, acompanhado dos arcebispos greco-melquitas Georges Haddad e Habib Bacha. Aposentou-se em 18 de setembro de 1990.
Após sua renúncia, foi morar em Boa Esperança, onde fundou o Santuário do Bom Jesus e também atuava na Igreja Cristo Ressuscitado. Foi sepultado no Santuário Bom Jesus.